# ان‌جی‌سی ۴۹۱۱
ان‌جی‌سی ۴۹۱۱ (انگلیسی: NGC 4911) نام یک کهکشان در صورت فلکی گیسو است.